# Arboras
Arboras é uma comuna francesa na região administrativa de Occitânia, no departamento de Hérault. Estende-se por uma área de 6,73 km². Em 2010 a comuna tinha 120 habitantes (densidade: 17,8 hab./km²).